# Paris–Roubaix 2003

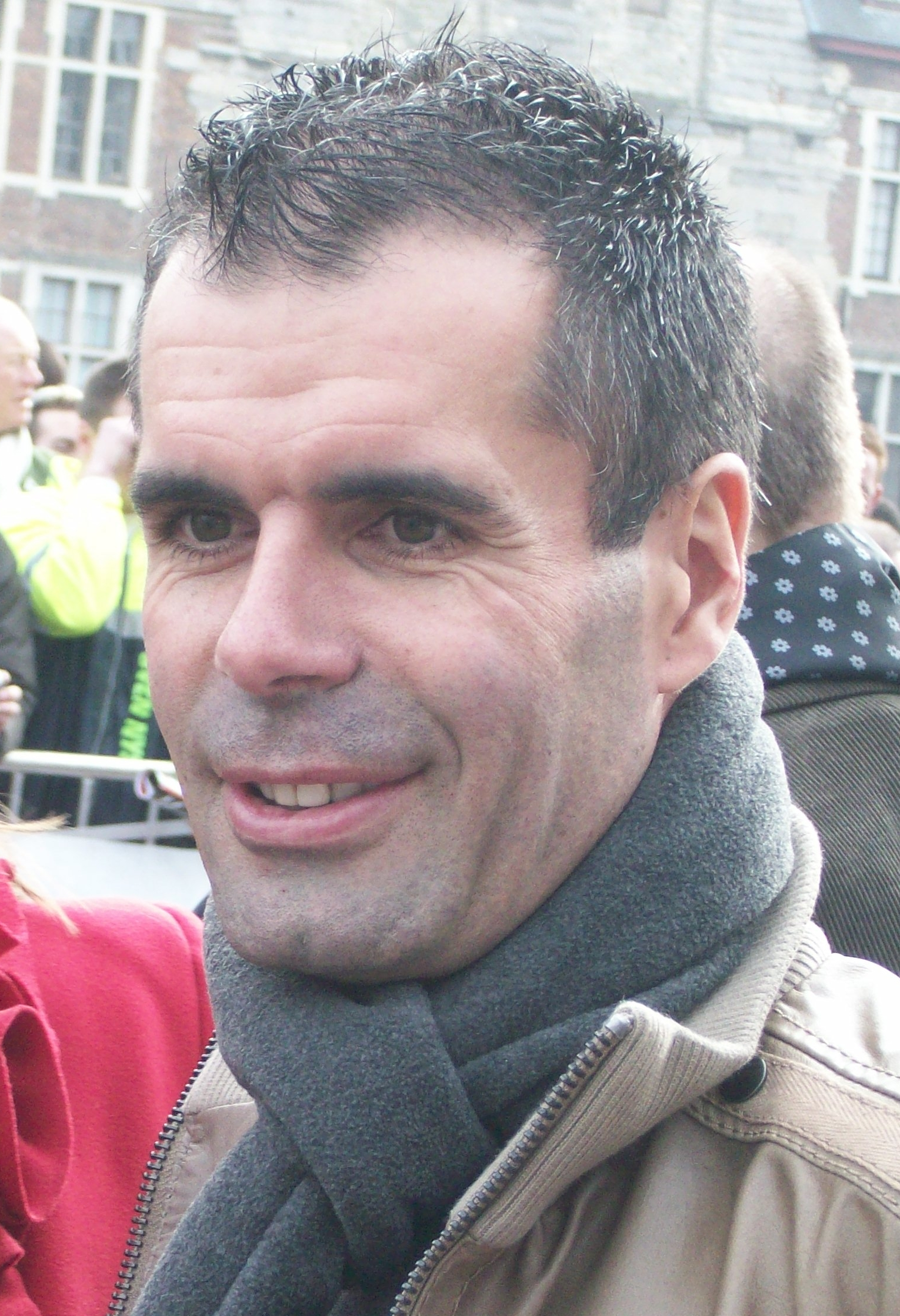
Peter Van Petegem (2009)

Das Eintagesrennen Paris–Roubaix 2003 war die 101. Austragung des Radsportklassikers und fand am Sonntag, den 13. April 2003, statt.
Das Rennen führte von Compiègne, rund 80 Kilometer nördlich von Paris, nach Roubaix, wo es im  Vélodrome André-Pétrieux endete. Die gesamte Strecke war 260 Kilometer lang, davon führten 49,1 Kilometer über 26 Pavé-Sektoren. Es starteten 190 Fahrer, von denen sich 55 platzieren konnten; acht Fahrer erreichten das Ziel außerhalb des Zeitlimits. Der Sieger Peter Van Petegem absolvierte das Rennen mit einer Durchschnittsgeschwindigkeit von 42,143 km/h.
Am Renntag war es sonnig und trocken, der Wind kam von hinten. 14 Kilometer vor dem Ziel formten Van Petegem, Dario Pieri und Wjatscheslaw Jekimow eine führende Gruppe mit einem kleinen Vorsprung, den sie bis in die Radrennbahn retten konnten, wo Van Petegem gewann. Er war der erste Gewinner des Doppels Flandern-Rundfahrt/Paris–Roubaix seit  Roger De Vlaeminck im Jahre 1977.